# Kateřina Surmanová
Kateřina Surmanová (* 26. listopad 1984, Hodonín) je česká spisovatelka, bývalá novinářka a editorka.

## Život
Vystudovala teorii a dějiny dramatických umění na Filozofické fakultě Univerzity Palackého v Olomouci. Žije v Odoleně Vodě, je vdaná a má syna. Jako dramaturgyně spolupracovala například na Letní filmové škole nebo Přehlídce animovaného filmu, pro které připravila také tematické filmové sborníky. Jako novinářka začínala v Olomouckém deníku. Později pracovala pro Hospodářské noviny či agenturu Mediafax. Následně nastoupila do redakce Lidových novin jako vedoucí domácí redakce. Věnovala se především domácí politice, environmentálním tématům a veřejné správě.

## Tvorba
Kateřina Surmanová se věnuje především psaní hororových románů. Její debut Šepot z lesa, ve kterém se novinář Petr Valeš vrací do své rodné vsi v Orlických horách, patří mezi nejúspěšnější knihy roku 2022 v daném žánru. Za namluvení audioknihy Zvedá se vítr získal herec Jiří Vyorálek v roce 2023 cenu za nejlepšího interpreta. Za své literární vzory považuje mimo jiné Stephena Kinga, Raye Bradburyho, Daphne du Maurier, Henryho Jamese a Shirley Jackson. V roce 2025 jí vyjde první kniha pro děti.

## Další aktivity
Je garantkou soutěže Max a Franz pro literární talenty.

## Ohlas
Její knihy překročily hranici 10 tisíc prodaných výtisků. Někteří publicisté ji označují za „královnu českého hororu.“